# Discanthessius
Discanthessius is een geslacht van eenoogkreeftjes uit de familie van de Anthessiidae. De wetenschappelijke naam van het geslacht is voor het eerst geldig gepubliceerd in 2009 door Kim I.H..

## Soorten
- Discanthessius solitarius Kim I.H., 2009